# Sing When You're Winning
Sing When You're Winning è il terzo album in studio di Robbie Williams. Il primo singolo estratto è Rock DJ seguito da Kids, Supreme, Let Love Be Your Energy, The Road to Mandalay (pubblicato in un unico disco con il brano non inserito nel disco Eternity) e Better Man.
Con Sing When You're Winning, Williams abbandona il britpop degli album precedenti, per abbracciare uno stile più basato sulla dance pop, incorporando tuttavia elementi psichedelici e soft rock.

## Tracce
1. Let Love Be Your Energy – 4:58 (Robbie Williams, Guy Chambers)
2. Better Man – 3:22 (Robbie Williams, Guy Chambers)
3. Rock DJ – 4:18 (Robbie Williams, Guy Chambers, Kelvin Andrews, Nelson Pigford, Ekundayo Paris)
4. Supreme – 4:18 (Robbie Williams, Guy Chambers, Freddie Perren, Dino Fekaris)
5. Kids (feat. Kylie Minogue) – 4:46 (Robbie Williams, Guy Chambers)
6. If It's Hurting You – 4:10 (Robbie Williams, Guy Chambers)
7. Singing For the Lonely – 4:31 (Robbie Williams, Guy Chambers)
8. Love Calling Earth – 4:05 (Robbie Williams, Guy Chambers, Kelvin Andrews)
9. Knutsford City Limits – 4:46 (Robbie Williams, Guy Chambers, Kelvin Andrews)
10. Forever Texas – 3:37 (Robbie Williams, Guy Chambers)
11. By All Means Necessary – 4:46 (Robbie Williams, Guy Chambers)
12. The Road to Mandalay – 4:00 (Robbie Williams, Guy Chambers)

- La versione latino-americana dell'album include la versione spagnola di Better Man, intitolata Ser Mejor, come bonus track.
- Fu registrata anche una versione francese di Supreme, inserita come bonus track in alcune edizioni dell'album.
- Di solito, alcuni dei suoi album includono una traccia nascosta; qui, lui dice solo "No, I'm not doing one on this album" (No non ne faccio nessuna su quest'album).
- La canzone Singing For the Lonely è l'unica ad avere Robbie Williams accompagnato dal coro di una chiesa di Londra nel finale della stessa.
- Nel singolo Let Love Be Your Energy (con la musica di Guy Chambers), dopo il secondo ritornello fa un cameo la bambina Alana Duncan. Inoltre il brano inizia con un sintetizzatore che riproduce lo squillo di un telefono, utilizzato anche nella parte finale dopo il ritornello.
- Il brano Supreme utilizza la base musicale del popolare brano di Gloria Gaynor I Will Survive. La parte strumentale è tratta dal film di José Giovanni Ultimo domicilio conosciuto. Il tema musicale comprende anche un inciso di Gonna Fly Now di Bill Conti tratto dalla colonna sonora di Rocky. Il singolo Rock DJ si basa sul campionamento di Ecstasy When You Lay Down Lie di Barry White.

## Formazione
- Robbie Williams - voce, cori
- Chris Sharrock - batteria, percussioni
- Neil Taylor - chitarra acustica, chitarra elettrica
- Steve Power - glockenspiel, vocoder
- Guy Chambers - tastiera, cori, pianoforte, omnichord, mellotron, organo Hammond, chitarra, sintetizzatore
- Phil Palmer - chitarra acustica, chitarra elettrica, chitarra a 12 corde
- Jeremy Stacey - batteria
- Gary Nuttall - banjo, cori
- Jim Brumby - programmazione
- Alex Dickson - chitarra elettrica, cori, autoharp
- Winston Blissett - basso
- Pete Davies - tastiera
- Brad Lang - basso, contrabbasso
- Fil Eisler - basso
- Melvin Duffy - pedal steel guitar
- Richard Flack - batteria, programmazione addizionale
- Dave Catlin-Birch - basso, cori, chitarra a 12 corde, chitarra elettrica
- Andy Duncan - batteria, programmazione, percussioni
- Steve Sidwell - tromba
- Bob Lanese - tromba
- Neil Sidwell - trombone
- Dave Bishop - sax
- Mark Feltham - armonica
- Edgar Herzog - clarinetto
- Pauline Boeykens - tuba
- Andy Caine, Marielle Hervé, Claire Worrall, Tessa Niles, Andy Caine, Paul Tubbs Williams, Derek Green, Pauline Taylor, Sylvia Mason-James, Katie Kissoon, Crystal Adams, André Barreau - cori